# جوآن مک ایکرن
جوآن مک ایکرن (انگلیسی: Joan McEachern؛ زادهٔ ۴ دسامبر ۱۹۶۳) بازیکن فوتبال اهل کانادا است.
وی همچنین در تیم ملی فوتبال زنان کانادا بازی کرده‌است.